# I Could Have Told You
I Could Have Told You ist ein Popsong, den Jimmy Van Heusen (Musik) und Carl Sigman verfassten und 1954 veröffentlichten.
Van Heusens Song I Could Have Told You wurde vor allem in der Fassung von Frank Sinatra bekannt, der ihn am 9. Dezember 1953 aufnahm. Im Bereich des Jazz wurde er in den 50ern auch von den Vokalisten Mel Tormé, Dinah Washington und The Four Freshmen aufgenommen; als Instrumentaltitel wurde er in dieser Zeit auch von Joe Newman, Ralph Sharon, Johnny Smith, Eddie Heywood eingespielt. In späteren Jahren coverten ihn auch Shirley Horn, Dakota Staton, Stephanie Haynes/Cedar Walton, Shirley Scott, Tierney Sutton und Denny Zeitlin. Der Sänger Bob Dylan interpretierte ihn auf seiner Great-American-Songbook-Sammlung Triplicate (2016).